# Kleine tiranmanakin
De kleine tiranmanakin (Tyranneutes virescens, synoniem Pipra virescens) is een zangvogel uit de familie Pipridae (manakins).

## Verspreiding en leefgebied
Deze soort komt voor in oostelijk Venezuela, de Guyana's en amazonisch noordoostelijk Brazilië.

## Status
De grootte van de populatie is niet gekwantificeerd maar de soort wordt omschreven als vrij algemeen. Op de Rode lijst van de IUCN heeft deze soort de status niet bedreigd.